# デイトナ (企業)
株式会社デイトナは、静岡県周智郡森町に本社を置くオートバイのカスタムパーツメーカーである。

## 概要
株式会社デイトナは、静岡県周智郡森町に本社を置くオートバイのアフターパーツメーカーである。
毎年、アメリカ・フロリダ州デイトナ・ビーチで行われるバイクの祭典「デイトナウィーク」を創業者「阿部久夫（ヘンリー阿部）」が初めて目にしたのは1970年のこと。その壮大さと自由さに驚き、感動したことが、『デイトナ』を社名にした由来。近年はオートバイパーツだけでなく、除雪機、耕運機、電動アシスト自転車などの企画、開発、販売も行っている。

## 所在地
静岡県周智郡森町一宮4805

## 沿革

### 1970年代
- 1972年（昭和47年） 
  - 4月 - 二輪車用品の輸出入を事業目的として、大阪市東住吉区に阿部商事株式会社（資本金100万円）を設立。
- 1974年（昭和49年） 
  - 6月 - ブランド名「デイトナ」の使用を開始。
- 1975年（昭和50年） 
  - 1月 - アルミ合金製セブンスターキャストホイールの国内販売開始。
- 1976年（昭和51年） 
  - 11月 - 本社を静岡県磐田市岩井2126番地の2に移転。
- 1979年（昭和54年） 
  - 8月 - アメリカンタイプモデル用オリジナルパーツの開発、国内販売開始。

### 1980年代
- 1980年（昭和55年） 
  - 6月 - オリジナルパーツの委託生産を台湾で開始。国内販売の強化をはかるため国内販売部門を設置。
- 1981年（昭和56年） 
  - 2月 - 国内向け商品カタログ「デイトナカタログ」を創刊、以後、毎年発行を続けている。
- 1982年（昭和57年） 
  - 3月 - スタビライザー、ステアリングダンパーを開発・販売開始。
- 1983年（昭和58年） 
  - 1月 - 国内販売店向け新商品情報誌「LOVELETTER」創刊。創刊以降、以後、毎年発行を続けている。
- 1984年（昭和59年） 
  - 2月 - 主力モデルのディスクブレーキ用ブレーキパッドを開発・販売開始。
- 1985年（昭和60年） 
  - 7月 - 商号を株式会社デイトナに変更し、本社を静岡県磐田市岩井1836番地に移転。
- 1986年（昭和61年） 
  - 11月 - 50cc用パーツブランド「デイトナミニ」を開発・販売開始。また「TEAM DAYTONA」としてレース活動を開始。
- 1987年（昭和62年） 
  - 2月 - 二輪車用品（アクセサリー等）として、小物・便利グッズ用ブランド「デイトナギヤー」を開発・販売開始。
- 1988年（昭和63年） 
  - 1月 - 本社敷地内に地上3階地下1階の新棟を建設。
- 1989年（平成1年）
  - 10月 - 有限会社久悦を吸収合併。
  - 12月 - 業界団体｢全国二輪車用品連合会 (JMCA)」が発足、理事会社に就任。

### 1990年代
- 1990年（平成2年）
  - 7月 - 資本金を78,750千円に増資。
  - 12月 - 資本金を97,500千円に増資。
- 1991年（平成3年）
  - 1月 - 商品管理、配送業務の合理化のため静岡県浜松市高丘町に物流センターを設置。
  - 11月 - 資本金を122,500千円に増資。
- 1992年（平成4年）
  - 3月 - 二輪車用品の小売事業を目的として子会社株式会社ライコ（100％出資）を千葉県東葛飾郡沼南町に設立。
  - 4月 - 株式会社デイトナ東京を吸収合併。これに伴い資本金を143,500千円に増資。
- 1993年（平成5年）
  - 3月 - 二輪車用品店として国内最大規模（売場面積550坪）の1号店「ライコランド千葉店」が子会社・株式会社ライコにより営業開始。また、四輪車専用ブランド「DCUATRO（ディーキャトロ）」商標を使用開始し、四輪車用品市場に新規参入。
- 1994年（平成6年）
  - 4月 - 物流センターを袋井市堀越に移転。
- 1995年（平成7年）
  - 6月 - 大手二輪メーカー向けOEMパーツの開発・出荷開始。同月、資本金を214,017千円に増資。
  - 7月 - レース活動では、全日本ロードレース選手権SUGO大会GP250クラスで、チームデイトナ・宮崎敦選手のアプリリアRSV250Rがワークスマシンをおさえて初優勝。
- 1996年（平成8年）
  - 1月 - 前年の車検制度の改正により、カスタム車両も世に認められてきたことを記念して総額1,000万円プレゼントキャンペーンを実施。
- 1997年（平成9年）
  - 2月 - 東南アジア市場開拓を目的としてシンガポールに駐在事務所を開設。
  - 6月 - 英国BSAリーガル社で生産した二輪車の輸入販売を開始。
  - 7月 - ホームページを開設。
  - 10月 - 株式を店頭市場 (JASDAQ) に公開し、資本金を266,017千円に増資。
- 1998年（平成10年）
  - 4月 - 子会社｢株式会社ライコ」が2号店「ライコランド埼玉店」をオープン。
  - 7月 - 静岡県周智郡森町に物流センター、商品開発および事務所統合のため土地を取得（試走路を含む約29.5千坪）。
- 1999年（平成11年）
  - 2月 - 経営組織をグループ制に改組。
  - 3月 - 販売店からの注文をインターネット経由で自動処理する「インターネット受発注システム」を稼動。 また同月、四輪車用ダウンサスペンションスプリングΣβ180で業界初、乗り心地保証制度を開始。
  - 8月 - 物流センターを静岡県袋井市木原に仮移転。「デイトナ友の会」を発足し、バイク盗難補償制度をスタート。

### 2000年代
- 2000年（平成12年）
  - 1月 - 静岡県周智郡森町の造成工事が完了し、新社屋建設工事が本格的に開始。
  - 3月 - レース活動復帰。チームMOTOREX・DAYTONAとして全日本ロードレース大会GP250ccクラス参戦。
  - 4月 - 新社屋敷地内に全周750（外周550m）のアスファルト敷きロードコースが完成（デイトナテストコース）。
  - 6月 - 新社屋敷地内に東海地区唯一の外周160ｍの本格的ダートコース「MORIMACHI SLIDE PARK」完成。
  - 12月 - 静岡県周智郡森町一宮4805番地に新社屋完成。物流センターとマフラー工場を先駆けて移転し、新社屋で稼動を開始。
- 2001年（平成13年）
  - 1月 - 本社事務所を新社屋に移転。物流、企画開発、製造、情報発信という全ての機能が新社屋に集約される。
  - 3月 - デイトナ創立30周年に合わせ、新社屋で祝賀行事を行った。
- 2002年（平成14年）
  - 4月 - チームMOTOREX・DAYTONA が、SKYY VODKA GRAND PRIX OF JAPANで世界戦にて初優勝。
- 2003年（平成15年）
  - 2月 - 子会社が合併（株式会社アール・エス・シーと株式会社ライコ）し、商号を株式会社ライダーズ・サポート・カンパニーに変更。
  - 3月 - 鈴木紳一郎が代表取締役副社長就任。次いで株式会社オートバックスセブンとの資本業務提携を発表。
  - 6月 - 株主優待制度を新設（森町特産品）。
- 2004年（平成16年）
  - 7月 - 4輪レーシングブランド「SPARCO」のオートバイ用ライディングウェアやネオプレングラブ「RIDEMITT」等の取り扱いを開始し、パーツ以外の用品を拡充。
- 2005年（平成17年）
  - 3月 - 創業者の阿部久夫が代表取締役会長に、副社長の鈴木紳一郎が代表取締役社長に就任。これに合わせて海外事業部を二輪事業部と統合。
- 2006年（平成18年）
  - 4月 - ライコランドの商標権を株式会社オートバックスセブンに譲渡。
  - 6月 - 子会社ライダーズ・サポート・カンパニーが4号店となる環八蒲田店をオープン。
  - 10月 - オリジナルウェアブランド「Henlybegins」を立ち上げ。
- 2007年（平成19年）
  - 3月 - 代表取締役会長、阿部久夫が退任。子会社ライダーズ・サポート・カンパニーが5号店となる千葉湾岸店をオープン。
  - 4月 - 子会社「PT.DAYTONA AZIA」をインドネシアのジャカルタに設立。
- 2008年（平成20年）
  - 1月 - 国内事業部と海外事業部の2事業部体制に組織を変更。
  - 3月 - 四輪事業から撤退し、「DCUATRO（ディーキャトロ）」営業権を株式会社プロトへ譲渡。
  - 12月 - 株式会社デイトナ台湾支店を設立。
- 2009年（平成21年）
  - 11月 - 第1回目の｢静岡・森町 茶ミーティング」を開催。

### 2010年代
- 2010年（平成22年）
  - 3月 - 監査役会及び会計監査人を設置。
  - 4月 - ジャスダック証券取引所と大阪証券取引所の合併により、大阪証券取引所 (JASDAQ市場) に株式を上場。
  - 7月 - （株）オートバックスセブンとの資本/業務提携を解消し、新たに（株）コシダテックと資本/業務提携を締結。
  - 10月 - 大阪証券取引所ヘラクレス市場、同取引所JASDAQ市場および同取引所NEO市場の各市場統合に伴い、大阪証券取引所JASDAQ（スタンダード）に株式を上場。
- 2011年（平成21年） 
  - デイトナ創立40周年を迎えた。
- 2012年（平成24年）
  - 4月 - 子会社ライダーズ・サポート・カンパニーがライコランド多摩店を移転。
  - 7月 - ライダーズ・サポート・カンパニーが、バイシクルステージ柏店をオープン。
  - 11月 - 新規事業として、太陽光発電事業を開始。
- 2013年（平成25年）
  - 2月 - 子会社ライダーズ・サポート・カンパニーがアップガレージライダース武蔵村山店と埼玉上尾店をオープン。
  - 3月 - トライアンフ柏店、アップガレージライダース柏店をオープン。
  - 4月 - イタリアのヘルメットブランド「NOLAN」の取り扱いを開始。
  - 7月 - 東京証券取引所と大阪証券取引所の現物市場統合に伴い、東京証券取引所JASDAQ（スタンダード）に株式を上場。
- 2014年（平成26年）
  - 1月 - 本社敷地内に500kwの太陽光発電システムを増設。
  - 2月 - 「デイトナモーターサイクルガレージ」の取り扱いを開始。
  - 3月 - イタリアのチェーンメーカー「REGINA」の取り扱いを開始。
- 2015年（平成27年）
  - 4月 - Kodak 360°カメラの取り扱いを開始。
  - 8月 - オリジナル電動機付き自転車「DE01」の販売を開始。
- 2016年（平成28年）
  - 1月 - ドイツのKEDO社パーツを一部取り扱い開始。
  - 2月 - グループ企業「バイシクルステージ」を閉店。
  - 3月 - 代表取締役社長に織田哲司が就任。これに伴い鈴木紳一郎が代表取締役会長に就任。
  - 8月 - 沼津市足高に建設した500kwの太陽光システムが稼働開始。
- 2017年（平成29年）
  - 10月 - 株式会社ダートフリーク及び株式会社プラスの全株式を取得し完全子会社化。
  - 6月 - デイトナ公式ウェブサイトをリニューアル公開。
- 2018年（平成30年）
  - 4月 - デイトナ公式スマートフォン向けアプリを立ち上げ。
- 2019年（平成31年/令和元年）
  - 7月 - 連結子会社株式会社ダートフリーク及び連結子会社株式会社プラスについて、株式会社ダートフリークを存続会社とする吸収合併を実施したため、株式会社プラスは消滅。

### 2020年代
- 2020年（令和2年） 
  - ライダー向けアウトドアブランド「DAYTONA OUTDOOR SUPPLY」から、キャンプ用品をリリース。
- 2021年（令和3年）
  - 自社オウンドウエブメディア「デイトナウ！」公開。
- 2022年（令和4年）
  - デイトナ創業50年を迎え、50周年特設サイトを公開。また、これを記念して、テレビ静岡にてCM放送を開始。また、記念商品として創業初期の人気商品「セブンスターマグホイール」を復刻し、「デイトナセブンスターキャストホイール」の名称で受注生産販売を行った。

## 関連会社
- ライコランド柏店
- ライコランド埼玉店
- アップガレージライダース（柏店/埼玉上尾店/宇都宮インターパーク店）
- PT.DAYTONA AZIA
- 株式会社ダートフリーク
- 有限会社オーディブレイン

## 取り扱い海外ブランド
- GIVI
- MOTOREX
- NOLAN
- SP CONNECT
- TCX

## オリジナルブランド
- Henlybegins（ヘンリービギンズ） - Henly（ヘンリー）は、創業者・阿部久夫がアメリカで働いていたときの愛称「ヘンリー阿部」から命名した。
- デイトナモーターサイクルガレージ
- Daytona PotteringBike
- デイトナ耕運機
- デイトナ除雪機